# Kishangarh Renwal
Kishangarh Renwal è una suddivisione dell'India, classificata come municipality, di 27.563 abitanti, situata nel distretto di Jaipur, nello stato federato del Rajasthan. In base al numero di abitanti la città rientra nella classe III (da 20.000 a 49.999 persone).

## Geografia fisica
La città è situata a 27° 11' 43 N e 75° 20' 08 E.

## Società

### Evoluzione demografica
Al censimento del 2001 la popolazione di Kishangarh Renwal assommava a 27.563 persone, delle quali 14.241 maschi e 13.322 femmine. I bambini di età inferiore o uguale ai sei anni assommavano a 4.645, dei quali 2.426 maschi e 2.219 femmine. Infine, coloro che erano in grado di saper almeno leggere e scrivere erano 16.345, dei quali 10.270 maschi e 6.075 femmine.